# Suite: Judy Blue Eyes
Suite: Judy Blue Eyes è una suite musicale composta da Stephen Stills ed eseguita dal gruppo Crosby, Stills & Nash (CSN). Il brano apparve sull'omonimo primo album della band pubblicato nel 1969 e venne successivamente pubblicato come singolo (B-side Long Time Gone), raggiungendo la posizione numero 21 nella classifica Billboard Hot 100.
Nel 2004 la canzone si è classificata alla posizione numero 426 nella lista delle 500 migliori canzoni di tutti i tempi compilata dalla rivista Rolling Stone.
CS&N eseguirono Suite: Judy Blue Eyes a Woodstock e anni più tardi al Live Aid. Il titolo del brano potrebbe essere un gioco di parole per "Sweet Judy Blue Eyes" data l'assonanza dei termini "sweet" e "suite" in lingua inglese; inoltre, la canzone può essere considerata una suite musicale nel senso classico essendo costituita da quattro movimenti distinti.

## Il brano
Il titolo Suite: Judy Blue Eyes si riferisce alla ex-fidanzata di Stephen Stills, la cantautrice Judy Collins, e il testo presente nelle varie sezioni della traccia consiste nei pensieri dell'autore circa il loro rapporto e l'imminente rottura dello stesso. La Collins era famosa per i suoi penetranti occhi azzurri, ai quali fa riferimento il titolo della composizione.

Collins e Stills si erano incontrati nel 1967 e si erano messi insieme per due anni. Nel 1969, lei recitò nel musical Peer Gynt nel corso del New York Shakespeare Festival e si innamorò del coprotagonista maschile Stacy Keach, lasciando Stills per lui. Stills rimase devastato e scrisse la canzone come risposta alla sua tristezza interiore. In una intervista del 2000, la Collins raccontò le sue sensazioni quando ascoltò il brano per la prima volta: 
(Judy Collins)
Consapevoli della forza del brano, i CSN si formarono appositamente per incidere Suite: Judy Blue Eyes. Stills e David Crosby avevano discusso l'idea di creare un gruppo maschile vocale armonico a tre voci, ma ancora non erano riusciti a trovare un terzo membro all'altezza delle loro aspettative. Fra i candidati c'era stato anche John Sebastian dei The Lovin' Spoonful. Nel corso di una sessione informale, una sera Stills e Crosby eseguirono una versione a due voci di una nuova canzone intitolata You Don't Have to Cry. Graham Nash, presente alla sessione, chiese entusiasta al duo di ricantare il brano nuovamente. Dopo svariate esecuzioni, Nash si unì ai due cantando le armonie vocali più alte (che ancora mancavano nel brano), con il risultato di essere immediatamente reclutato nella band pochi giorni dopo.

## Struttura
Suite: Judy Blue Eyes si articola in quattro differenti sezioni (o movimenti):

### Prima sezione
La prima sezione è costituita da una tradizionale canzone pop, comprendente il ritornello: «I am yours, you are mine, you are what you are». Durando circa 2 minuti e 55 secondi, la traccia vocale principale è eseguita da Stills, con Crosby e Nash ai cori armonici.

### Seconda sezione
La seconda sezione viene eseguita a tempo dimezzato rispetto alla prima, e contiene armonie in tre parti ad opera del gruppo, con Stills ad eseguire un breve assolo vocale. Questa sezione dura da 2:55 a 4:43.

### Terza sezione
La terza sezione è maggiormente movimentata e comprende un testo dai tratti poetici («chestnut brown canary, ruby-throated sparrow»), da 4:43 a 6:25. Ogni strofa è inizialmente cantata da Stills, raggiunto poi da Nash, ed infine da Crosby alle armonie vocali. A collegare le varie frasi provvedono intermezzi strumentali suonati da Stills alla chitarra acustica.

### Sezione finale
La sezione finale (la "coda") è cantata in lingua spagnola, iniziando da 6:34 fino alla conclusione. Il caratteristico coro di sottofondo "doo-doo-doo-da-doo" è la parte più celebre di Suite: Judy Blue Eyes, con Stills a cantare in spagnolo sullo sfondo. A posteriori, Stills ammise di aver voluto consapevolmente rendere la parte finale della canzone più difficile e oscura nel significato, ricorrendo all'uso di una lingua straniera per le parole del testo, "in modo da essere sicuro che nessuno ci capisse niente" (nemmeno gli spagnoli stessi).
La sezione finale in "spagnolo" è stata parodiata diverse volte, i casi più celebri sono le composizioni di Frank Zappa Billy the Mountain e Magdalena sull'album Just Another Band from L.A., e il "finto-spagnolo" dei The Beatles in Sun King su Abbey Road. Inoltre è stata campionata nel 2010 dai Cypress Hill per il loro brano Armada Latina. Nel film Puerto Escondido di Gabriele Salvatores, Alex (Claudio Bisio), la suona in modo dilettantesco di fronte ad una platea composta dal solo Mario Tozzi (Diego Abatantuono) e pochi altri avventori in un modesto locale rurale messicano.

## Formazione
- Stephen Stills: voce, chitarra, basso, percussioni
- David Crosby: voce
- Graham Nash: voce
- Dallas Taylor: batteria